# Observatoire national des maladies nouvelles et émergentes
L'Observatoire national des maladies nouvelles et émergentes (arabe : المرصد الوطني للأمراض الجديدة والمستجدة) ou ONMNE est un établissement public à caractère administratif tunisien fondé le 19 décembre 2005 à la suite du décret no 2005-3294 et placé sous la tutelle du ministère de la Santé,.
L'observatoire vise principalement à soutenir la surveillance épidémiologique dans le domaine de la surveillance des maladies nouvelles et émergentes et à déterminer les moyens les plus efficaces pour réduire leurs risques.

## Missions
L'observatoire est chargé des tâches suivantes,, :
- Collecter et analyser des données relatives aux maladies nouvelles et émergentes afin d'optimiser le système procédural de prise de décision dans le domaine de la prévention de ces maladies ;
- Établir des systèmes d'information sur la vie privée capables de renforcer les capacités dans le domaine de la détection précoce, de la notification rapide et de l'investigation des maladies nouvelles et émergentes ;
- Assurer le suivi de la situation épidémiologique des maladies ayant une propagation rapide au niveau mondial pour éviter ou réduire le risque de fuite transfrontalière ;
- Conduire des recherches et des études scientifiques concernant les maladies nouvelles et émergentes ;
- Publier des travaux de recherches conduits sur les maladies nouvelles et émergentes ;
- Organiser des sessions de formation pour les équipes de santé afin d'améliorer leurs compétences dans le domaine de l'épidémiologie et de la prévention des maladies nouvelles et émergentes ;
- Travailler sur le diagnostic rapide du type de l'agent infectieux responsable en cas d'apparition d'une maladie nouvelle ou émergente en instaurant un réseau opérationnel de diagnostic microbiologique des maladies infectieuses dépendant d'un groupe de laboratoires spécialisés associés à l'observatoire afin d'assurer le rôle de vigilance microbiologique et d'interférer avec les enquêtes en cas d'épidémie ;
- Établir des systèmes d'information géographique qui prennent en charge les données environnementales et climatiques afin d'assurer le suivi des facteurs interagissant avec la dynamique des animaux réservoirs et des insectes vecteurs des maladies nouvelles et émergentes ;
- Recueillir des données et mener des études sur certaines habitudes et modes de comportement sociaux émergents ;
- Travailler à diffuser l'information dans le domaine des maladies nouvelles et émergentes et établir des systèmes d'information et des bases de données ;
- Contribuer à soutenir la formation dans le domaine de l'épidémiologie de terrain.